# Liste der Länderspiele der algerischen Futsalnationalmannschaft
Die Liste der Länderspiele der algerischen Futsalnationalmannschaft beinhaltet alle A-Länderspiele algerischen Futsalnationalmannschaft. Ihr erstes Länderspiel bestritt sie am 5. Januar 1989 gegen die Auswahl Paraguays.
| Nr. | Datum      | Ergebnis | Gegner      | Austragungsort | Anlass                        | Bemerkung                                                |
| --- | ---------- | -------- | ----------- | -------------- | ----------------------------- | -------------------------------------------------------- |
| 01  | 05.01.1989 | 0:5      | Paraguay    | Rotterdam      | FIFA Futsal World Cup 1989    | Erstes Länderspiel gegen Paraguay                        |
| 02  | 07.01.1989 | 1:4      | Niederlande | Rotterdam      | FIFA Futsal World Cup 1989    | Erstes Länderspiel gegen die Niederlande                 |
| 03  | 08.01.1989 | 4:8      | Dänemark    | Rotterdam      | FIFA Futsal World Cup 1989    | Erstes Länderspiel gegen Dänemark                        |
| 04  | 06.12.1998 | 6:15     | Jordanien   | Kairo          | Arab Futsal Championship      | Erstes Länderspiel gegen Jordanien                       |
| 05  | 07.12.1998 | 2:8      | Marokko     | Kairo          | Arab Futsal Championship      | Erstes Länderspiel gegen Marokko                         |
| 06  | 08.12.1998 | 4:11     | Libyen      | Kairo          | Arab Futsal Championship      | Erstes Länderspiel gegen Libyen                          |
| 07  | 19.07.2005 | 3:4      | Irak        | Kairo          | Arab Futsal Championship      | Erstes Länderspiel gegen den Irak                        |
| 08  | 20.07.2005 | 1:6      | Marokko     | Kairo          | Arab Futsal Championship      |                                                          |
| 09  | 21.07.2005 | 2:4      | Libyen      | Kairo          | Arab Futsal Championship      |                                                          |
| 10  | 26.10.2006 | 0:5      | Libyen      | Misrata        | Freundschaftsspiel            |                                                          |
| 11  | 27.10.2006 | 3:5      | Libyen      | Tripoli        | Freundschaftsspiel            |                                                          |
| 12  | 11.01.2007 | 3:7      | Libanon     | Tripoli        | Arab Futsal Championship      | Erstes Länderspiel gegen den Libanon                     |
| 13  | 12.01.2007 | 0:1      | Marokko     | Tripoli        | Arab Futsal Championship      |                                                          |
| 14  | 14.01.2007 | 2:4      | Ägypten     | Tripoli        | Arab Futsal Championship      | Erstes Länderspiel gegen Ägypten                         |
| 15  | 18.01.2007 | 2:2      | Libyen      | Tripoli        | Arab Futsal Championship      |                                                          |
| 16  | 20.01.2007 | 4:3      | Tunesien    | Tripoli        | Arab Futsal Championship      | Erstes Länderspiel gegen Tunesien                        |
| 17  | 23.12.2008 | 10:1     | Yemen       | Port Said      |                               | Erstes Länderspiel gegen Yemen, Höchster Länderspielsieg |
| 18  | 25.12.2008 | 2:5      | Irak        | Port Said      |                               |                                                          |
| 19  | 26.12.2008 | 3:5      | Libanon     | Port Said      |                               |                                                          |
| 20  | 27.12.2008 | 4:14     | Libyen      | Port Said      |                               | Höchste Länderspielniederlage                            |
| 21  | 21.09.2010 | 0:7      | Marokko     | Misrata        | UNAF Futsal Championship 2010 |                                                          |
| 22  | 23.09.2010 | 2:4      | Tunesien    | Misrata        | UNAF Futsal Championship 2010 |                                                          |
| 23  | 24.09.2010 | 2:12     | Libyen      | Misrata        | UNAF Futsal Championship 2010 |                                                          |
| 24  | 25.09.2010 | 1:11     | Palestina   | Misrata        | UNAF Futsal Championship 2010 | Erstes Länderspiel gegen Palestina                       |
| 25  | 02.11.2010 | 0:4      | Frankreich  | Tripoli        | Mediterranean Futsal Cup 2010 | Erstes Länderspiel gegen Frankreich                      |
| 26  | 03.11.2010 | 1:11     | Slowenien   | Tripoli        | Mediterranean Futsal Cup 2010 | Erstes Länderspiel gegen Slowenien                       |
| 27  | 05.11.2010 | 6:2      | Albanien    | Tripoli        | Mediterranean Futsal Cup 2010 | Erstes Länderspiel gegen Albanien                        |
| 28  | 06.11.2010 | 2:1      | Malta       | Tripoli        | Mediterranean Futsal Cup 2010 | Erstes Länderspiel gegen Malta                           |
| 29  | 08.11.2010 | 4:5      | Türkei      | Tripoli        | Mediterranean Futsal Cup 2010 | Erstes Länderspiel gegen die Türkei                      |
| 30  | 09.11.2010 | 1:3      | Albanien    | Tripoli        | Mediterranean Futsal Cup 2010 |                                                          |